# Street League Skateboarding
Street League Skateboarding (SLS) é uma competição profissional de skate, na modalidade street. A competição é a primeira do mundo na modalidade e é um dos maiores campeonatos de skate do planeta. Foi fundada em 2010 pelo skatista profissional, Rob Dyrdek. Consiste em vinte e cinco skatistas em uma pista street indoor, que simula os obstáculos na rua.
A empresa Thrill One Sports and Entertainment é a atual proprietária da Street League Skateboarding. A empresa de desenvolvimento de conteúdo envolvida no meio esportiva, estando também relacionada em projetos que visam o estilo de vida.
A competição é divida em etapas que são disputadas, geralmente, em três cidades ao redor do mundo.

## História
Desde sua criação até o ano de 2014 a SLS contava apenas com categorias masculinas, então no ano seguinte ocorreu a primeira competição feminina, onde a brasileira Letícia Bufoni foi a campeã. Ainda em 2015, a SLS e o Skatepark of Tampa (SPoT) anunciaram uma união que fez com que dois profissionais com as maiores pontuações do Tampa PRO participassem também da Street League Skateboarding. Fora isso, a SLS passou também a transmitir ao vivo, globalmente, o Tampa PRO.
A competição já passou pelo Brasil cinco vezes, a primeira em 2013, quando a SLS passou a integrar o programa dos X Games, a etapa ocorreu em Foz do Iguaçu. A segunda foi no ano de 2018, onde a etapa final da SLS World Tour aconteceu na cidade do Rio de Janeiro a terceira em 2019 quando, também, a etapa final ocorreu na cidade de São Paulo.
Em 2022, após a pandemia de COVID-19, a SLS retorna ao Brasil com a final do campeonato mundial sendo sediada na cidade de Rio de Janeiro. Em 2023, a final mundial da SLS ocorreu mais uma vez na cidade de São Paulo.
No dia 24 de Janeiro, a SLS anunciou em seu calendário de competições de 2024 que a cidade de São Paulo irá sediar mais uma vez a final do campeonato mundial. Marcando a sexta passagem do campeonato em solo brasileiro, que está previsto para ocorrer nos dias 14 e 15 de novembro de 2024. 

## Campeões
2010 SLS World Tour
| Glendale (Arizona), EUA | Ontario (Califórnia), EUA | Las Vegas, EUA |
| ----------------------- | ------------------------- | -------------- |
| Nyjah Huston            | Sean Malto                | Shane O'Neill  |

2011 SLS World Tour
| Seattle, EUA | Kansas City (Missouri), EUA | Glendale (Arizona), EUA | Newark (Nova Jérsia), EUA - Campeonato Mundial |
| ------------ | --------------------------- | ----------------------- | ---------------------------------------------- |
| Nyjah Huston | Nyjah Huston                | Nyjah Huston            | Sean Malto                                     |

2012 SLS World Tour
| Kansas City (Missouri), EUA | Ontario (Califórnia), EUA | Glendale (Arizona), EUA | Newark (Nova Jérsia), EUA - Campeonato Mundial |
| --------------------------- | ------------------------- | ----------------------- | ---------------------------------------------- |
| Nyjah Huston                | Nyjah Huston              | Paul Rodriguez          | Nyjah Huston                                   |

2013 SLS World Tour
Em 2013, a SLS fez parte dos X Games, o que fez com que a competição passasse também pelas cidades de Foz do Iguaçu, Barcelona e Munique como parte da competição de esportes radicais, além de outras três etapas oficiais da SLS, deixando a edição de 2013 com seis etapas no geral, fora a final de Nova Jérsia.
| X Games de Foz do Iguaçu, Brasil | X Games de Barcelona, Espanha | Kansas City (Missouri), EUA | X Games de Munique, Alemanha | Portland (Oregon), EUA | Los Angeles, EUA | Nova Jérsia, EUA - Campeonato Mundial |
| -------------------------------- | ----------------------------- | --------------------------- | ---------------------------- | ---------------------- | ---------------- | ------------------------------------- |
| Nyjah Huston                     | Nyjah Huston                  | Nyjah Huston                | Chris Cole                   | Paul Rodriguez         | Nyjah Huston     | Chris Cole                            |

2014 SLS Nike SB World Tour
| Los Angeles, EUA | Chicago, EUA | Los Angeles, EUA | Newark (Nova Jérsia), EUA - Campeonato Mundial |
| ---------------- | ------------ | ---------------- | ---------------------------------------------- |
| Nyjah Huston     | Nyjah Huston | Nyjah Huston     | Nyjah Huston                                   |

2015 SLS Nike SB World Tour
Em 2015, pela primeira vez, ocorreram os campeonatos femininos nas mesmas três etapas que o masculino.
| Barcelona, Espanha | Los Angeles, EUA | Newark (Nova Jérsia), EUA | Chicago, EUA - Campeonato Mundial |
| ------------------ | ---------------- | ------------------------- | --------------------------------- |
| Nyjah Huston       | Luan Oliveira    | Luan Oliveira             | Kelvin Hoefler Letícia Bufoni     |

2016 SLS Nike SB World Tour
| Barcelona, Espanha | Munique, Alemanha | Newark (Nova Jérsia), EUA | Los Angeles, EUA - Campeonato Mundial |
| ------------------ | ----------------- | ------------------------- | ------------------------------------- |
| Shane O'Neill      | Paul Rodriguez    | Nyjah Huston              | Shane O'Neill Leo Baker               |

2017 SLS Nike SB World Tour
| Barcelona, Espanha | Munique, Alemanha | Chicago, EUA   | Los Angeles, EUA - Campeonato Mundial |
| ------------------ | ----------------- | -------------- | ------------------------------------- |
| Nyjah Huston       | Nyjah Huston      | Dashawn Jordan | Nyjah Huston Leo Baker                |

2018 SLS Nike SB World Tour
| Londres, Reino Unido    | Los Angeles, EUA | Huntington Beach, EUA | Rio de Janeiro, Brasil - Campeonato Mundial |
| ----------------------- | ---------------- | --------------------- | ------------------------------------------- |
| Yuto Horigome Jenn Soto | Yuto Horigome    | Yuto Horigome         | Nyjah Huston Aori Nishimura                 |

2019 SLS Nike SB World Tour
| Londres, Reino Unido     | Los Angeles, EUA          | São Paulo, Brasil - Campeonato Mundial |
| ------------------------ | ------------------------- | -------------------------------------- |
| Nyjah Huston Pâmela Rosa | Yuto Horigome Rayssa Leal | Nyjah Huston Pâmela Rosa               |

2021 SLS Nike SB World Tour
Em 2020 a competição foi suspensa por conta da Pandemia de COVID-19, mesmo que eventos marcados como "não-sancionados" acabaram ocorrendo. A competição volta em 2021, na cidade de Salt Lake City.
| Salt Lake City, EUA         | Lake Havasu City, EUA    | Jacksonville, EUA - Campeonato Mundial |
| --------------------------- | ------------------------ | -------------------------------------- |
| Gustavo Ribeiro Rayssa Leal | Nyjah Huston Rayssa Leal | Jagger Eaton Pâmela Rosa               |

2022 SLS Championship Tour
| Jacksonville, EUA        | Seattle, EUA                | Las Vegas, EUA              | Rio de Janeiro, Brasil - Campeonato Mundial |
| ------------------------ | --------------------------- | --------------------------- | ------------------------------------------- |
| Yuto Origome Rayssa Leal | ‎ ‎ Yuto Origome ‎ Rayssa Leal | Gustavo Ribeiro Rayssa Leal | Gustavo Ribeiro Rayssa Leal                 |

2023 SLS Championship Tour
| Chicago, EUA                 | Tóquio, Japão                | Sydney, Austrália            | São Paulo, Brasil - Campeonato Mundial |
| ---------------------------- | ---------------------------- | ---------------------------- | -------------------------------------- |
| Kelvin Hoefler‎ ‎ ‎ Rayssa Leal‎ | Yuto Origome‎ ‎ ‎ ‎ ‎Chloe Covell | Felipe Gustavo‎ ‎ ‎Chloe Covell | Giovanni Vianna‎ ‎ ‎Rayssa Leal           |

2024 SLS Championship Tour
Em 2024 foram inseridas as etapas APEX, competições menores onde os skatistas focam em fazer manobras em um único obstáculo.
| Paris, França                | APEX 01                 | San Diego, EUA           | APEX 02                      | APEX 03                  | Sydney, Austrália        | Tóquio, Japão           | São Paulo, Brasil - Campeonato Mundial |
| ---------------------------- | ----------------------- | ------------------------ | ---------------------------- | ------------------------ | ------------------------ | ----------------------- | -------------------------------------- |
| Aurélien Giraud Chloe Covell | Yuto Horigome Liz Akama | Braden Hoban Rayssa Leal | Nyjah Huston Nanaka Fujisawa | Kairi Netsuke Yumeka Oda | Sora Shirai Chloe Covell | Sora Shirai Rayssa Leal | Nyjah Huston Rayssa Leal               |